# Csinibaba
A Csinibaba 1996-ban készült, 1997-ben bemutatott magyar filmvígjáték, amelyet Tímár Péter írt és rendezett Márton Gyula Bambi szalmaszállal című novellája nyomán. A főszerepekben Gálvölgyi János, Reviczky Gábor és Andorai Péter láthatóak. A mozifilm készítője az Objektív Filmstúdió, a forgalmazója a Budapest Film. Magyarországon 1997. február 20-án mutatták be a hazai mozikban.
A bemutatását követően az ezredfordulóra komoly retróhullámot generált. A kritika is jól fogadta, a Magyar Filmszemlén megosztva a legjobb filmnek járó díjat vihette haza. Népszerűsége a mai napig töretlen, bizonyos mondataiból szállóigék lettek.

## Cselekmény
A  Kádár-korszak elején, 1962 augusztus végén játszódik a történet. A cselekmény középpontjában a KISZ által meghirdetett Ki mit tud? áll. A győztes produkció részt vehet a Világifjúsági és diáktalálkozón a távoli Helsinkiben. Mivel a finn főváros az áhított Nyugaton van, a felhívás sokak fantáziáját megmozgatja. Attila úgy dönt, hogy a csavargyári munkás barátaival beat együttest alapít, hogy kijuthasson Helsinkibe, a VIT-re, onnan pedig tovább nyugatra.

## A film készítése
Tímár Péter elmondása szerint hol a dalok szövegei alakították a forgatókönyvet, hol a kész történethez kerestek slágereket.  Ezeket a számokat nem eredetiben akarta használni, mert nemcsak az idősebb korosztálynak, hanem a fiataloknak is szánta a filmet.
A szereplők közt az ismert színészek mellett feltűntek például a L'art pour l'art Társulat tagjai, valamint számos fiatal színész.
Tímár egy régi vágyát próbálta ki: Felvette a jelenet előtt egy mikrofonnal a dialógot a színészekkel a forgatókönyv szerint. Aztán ezt a hangot egy hangszórón keresztül visszajátszotta felére lelassítva. A kamera is félsebességgel ment, és erre kellett a színészeknek lassan mozogva játszaniuk a jeleneteket. A színészek különös, bábszerű mozgását a rendező így érte el. A lassított vagy gyorsított játék önmagában is komoly kihívást jelentett a színészeknek. Tímár Péter tudatosan minden jelenetet csak néhányszor vett fel, hogy mindenki kicsit esetlenül, kvázi burleszk-szerűen mozogjon a kamera előtt.

### Nézeteltérések
A film alapjául szolgáló novella és első forgatókönyv szerzője, Márton Gyula forgatókönyvíró így nyilatkozott az elkészült filmről: „(Tímár) nem azt a 60-as évekbeli kultuszfilmet csinálta meg, ami pedig benne volt, nem azt a zenés, táncos visszarévedést a 60-as évekbe, nem azt a romantikus történetet, amit megírtam, tökéletes 60-as évekbeli designnal, beszédstílussal, hanem egy mai, kelet-európai szatírát. (...) Tímár Péter a hátam mögött a maga képére formálta át az egészet. Radikális változtatásokat hajtott végre rajta.”
Tímár azonban úgy látta: „evidencia, hogy a forgatókönyv egy tészta, képlékeny anyag. A film, a végeredmény a mű, nem a forgatókönyv. A forgatókönyv a film számára készített alapanyag, nem irodalmi alkotás. A film mint önálló életet élő matéria érdeke a legfontosabb, ez minden szempontot felülbírál. A forgatókönyvíró alapanyagot szállít a filmhez. A rendezőnek  semmit nem szabad figyelembe venni, csak amit a film akar. Nem szabad olyan kompromisszumokba belemenni, amik nem a filmet szolgálják.”

## Fogadtatása
A Csinibaba zenés film, a hatvanas évek „ma is népszerű” zenés filmjeinek paródiája, ugyanakkor a hatvanas évekbe visszarévedő kilencvenes évek szatírája. Ránézésre egyszerű zenés film, a műfaj hagyományainak megfelelő vékonyka történettel, amely voltaképpen csak ürügyül szolgál arra, hogy a szereplők előadhassák a betétdalokat.
Tímár így emlékezett vissza: "De visszatérve a sikerre, én voltam a legjobban meglepve. Néztem a nézőszámokat, és nem értettem. Ez a film annyira nem jó, hogy ennyien megnézzék. Aztán egy közönségtalálkozón egy ötven körüli nő felállt, és azt mondta, hogy köszönjük rendező úr, hogy megcsinálta nekünk ezt a filmet. Akkor esett le a tantusz, hogy én egyszerűen leszállítottam egy megrendelést. Ezt a társadalom rendelte meg, és iszonyú szerencsém volt, hogy a film engem választott. (...) Ez a film egy torz tükör. Az a kamasz, aki benne van a filmben, hülyének lát mindenkit. Azt akartam láttatni, amit egy kamasz lát, a társadalom infantilis állapotát. Ez egy formanyelvi kísérlet volt, hogy ezt az infantilizmust, naivitást vissza lehet-e adni."
Akad, aki szerint a Csinibaba a Kádár-korszak iránt táplált nosztalgia miatt aratott ekkora sikert. Mások szerint viszont éppen arról szól, hogy kifigurázza a nosztalgiának ezt a történelmet megszépítő formáját.

## Szereplők
- Gálvölgyi János – Simon bá'
- Almási Sándor – Attila
- Reviczky Gábor – Cézár
- Andorai Péter – Purábl Kúnó
- Pogány Judit – Terike, kalauznő
- Igó Éva – Margit
- Kovács Vanda – Etelka
- Lázár Kati – Ernestin
- Molnár Piroska – Aranka
- Németh Kristóf – Félix
- Nagy Natália – Mancika
- Cseh Tamás – Angéla apja
- Zsurzs Kati – Angéla anyja
- Tóth Anita – Angéla
- Lázár Balázs – Jenő
- Fesztbaum Béla – Ede
- Galla Miklós – konferanszié
- Tóth Ildikó – Olga
- Safranek Károly – Bajkon úr[9]
- Dolák-Saly Róbert – rendész
- Deli András (hangja: Végh Ferenc) – Pista bá'
- Tolnai Miklós – Misi bácsi

## Filmzene
- 1. Kispál és a Borz – Csinibaba (eredeti előadó: Vámosi János, írta: Bágya András, G. Dénes György, Faragó István / A filmen ez az egyik dal, amely eredeti változatban is hallható.) ISWC T-007.002.458-6
- 2. Závodi Gábor, Madarász Gábor – Élj vele boldogan (eredeti előadó: Mátrai Zsuzsa, írta: Fülöp Kálmán, Majláth Júlia)
- 3. Kispál és a Borz – Kicsit szomorkás a hangulatom (eredeti előadó: Németh Lehel, Darvas Iván, írta: Nádas Gábor, Szenes Iván) ISWC T-007.175.218-5
- 4. Bársony Attila, Závodi Gábor, Madarász Gábor – Egyedül a tóparton (eredeti előadó: Németh Lehel, írta: Deák Tamás, Hajnal István) ISWC T-007.002.458-6
- 5. Kovács Felícia Flóra, Czerovszky Henriett, Závodi Gábor, Madarász Gábor – Su-su bolondság (eredeti előadó: Izsmán Nelli, írta: Bágya Aandrás, G. Dénes György) ISWC T-007.174.655-8
- 6. Czerovszky Henriett, Závodi Gábor, Madarász Gábor – Különös éjszaka (eredeti előadó: Sárosi Katalin  írta: Kalmár Tibor, Nádas Gábor) ISWC  T-007.007.659-3
- 7. Kovács Felícia Flóra, Závodi Gábor, Madarász Gábor	- Valaki kell nekem is (eredeti előadó: Hollós Ilona, írta: Kalmár Tibor, Majláth Júlia) ISWC T-007.175.207-2
- 8. Kispál és a Borz – Bikiniben láttam meg (eredeti előadó: Németh József, írta: Rákosi János, Sas László) ISWC T-007.008.699-5
- 9. Kovács Felícia Flóra, Závodi Gábor, Madarász Gábor – Te szeress legalább (eredeti előadó: Mikes Éva, írta: Bacsó Péter, Fényes Szabolcs) ISWC T-007.174.842-9
- 10. Czerovszky Henriett, Závodi Gábor, Madarász Gábor	- Csak félig lenne meg (eredeti előadó: Záray Márta, Sárosi Katalin, írta: Fényes Szabolcs, Szenes Iván)
- 11. Kispál és a Borz – Gézengúz (eredeti előadó: Koncz Zsuzsa, Gergely Ágnes, írta: S. Nagy István, Ulmann Ottó) ISWC T-007.008.760-3
- 12. Gálvölgyi János, Závodi Gábor, Madarász Gábor – Fogj egy sétapálcát (eredeti előadó: Németh Lehel, írta: Fényes Szabolcs, Szász Péter)
- 13. Kovács Felícia Flóra, Gálvölgyi János, Závodi Gábor, Madarász Gábor – Pest megér egy estet (eredeti előadó: Kovács Erzsi, Márkus László, írta: Brand István, Hajdú Júlia) ISWC T-007.004.473-3
- 14. Cseh Tamás, Závodi Gábor, Madarász Gábor – Angela (eredeti előadó: Németh József, írta: Bágya András, Szenes Iván) ISWC T-007.031.700-8
- 15. Závodi Gábor, Bársony Attila, Madarász Gábor – Táskarádió (eredeti előadó: Illés együttes, írta: Bacsó Péter, Fényes Szabolcs) ISWC T-007.001.045-5
- 16. Závodi Gábor, Czerovszky Henriett, Bársony Attila, Madarász Gábor	- Imádok élni (eredeti előadó: Sárosi Katalin, írta: Kováts Judit, Majláth Júlia) ISWC T-007.006.241-7

Megjelent CD-n és kazettán.
Csak a filmen hangzik el: Németh Lehel – Talán egy perc alatt (írta: Zsoldos Imre  Ez a másik dal, amely eredeti változatban hallható.)
ISWC T-007.001.035-3
A film stáblistáján Nádas Gábor szerzeményeinél tévesen a fia, Nádas György nevét tüntették fel.

## Érdekességek
- A filmben a szereplők azért mozognak furcsán, mert a jelenetek jelentős részét úgy vették fel, hogy a rendező a szöveget rámondatta a színészekkel egy magnóra, majd ezt hol gyorsítva, hol lassítva játszotta le. A színészek meg ehhez a tempóhoz alkalmazkodva tátogták, illetve mozogták le.[12]
- Az egyik jelenetben Nagy Natália szorosan megy a tó melletti védőkorlátnál, és az egyik hiányzó korlát miatt majdnem beleesik a tóba, de időben visszahúzza magát. Ez a "majdnem beesős" jelenet nem volt benne a forgatókönyvben, a stáb is a jelenet felvétele közben vette észre, hogy hiányzik a korlát, de mivel nem történt baj, és utólag még szórakoztató is volt, emiatt belekerült a kész filmbe.

## Nézettség
A nézettségi adatok szerint 502 787 jegyet adtak el rá, ezzel az hetedik legnézettebb magyar film a rendszerváltás óta.